# Eduardo Sadous
Eduardo Alberto Sadous (Buenos Aires, 9 de octubre de 1945-ibídem, 20 de agosto de 2022) fue un diplomático y abogado argentino, que se desempeñó como embajador de la Argentina en Venezuela entre 2002 y 2005, como también embajador en Malasia entre 1991 y 1996.

## Biografía
Tras formarse como abogado, ingresó a la The Indian Academy of International Law and Diplomacy, así como también en la Academia de Derecho Internacional de La Haya. Ingresó por concurso al Instituto del Servicio Exterior de la Nación en 1973.
A lo largo de su carrera diplomática tuvo varios destinos, entre ellos, Italia y Países Bajos. En la década de 1990, ya con rango de embajador, fue destinado a Malasia, entre 1991 y 1996, y posteriormente a Venezuela entre 2002 y 2005. Siendo embajador en Venezuela denunció, a través de un cable diplomático, las actividades de un empresario, Claudio Uberti, frente al gobierno de Hugo Chávez que «afectan los intereses argentinos». La denuncia y el escándalo, conocido como «embajada paralela», motivó su desplazamiento del cargo por parte de Néstor Kirchner. No volvería a ocupar ningún cargo en el servicio exterior argentino. El hecho salió a la luz tras declarar públicamente acerca de un entramado de sobornos que involucraba al ministro Julio de Vido en 2010.
En paralelo a su carrera como diplomático, se desempeñó como docente en diversas universidades argentinas, como la Universidad Nacional de la Plata y la Universidad de Belgrano. Fue miembro de la Academia Argentina de Artes y Ciencias de la Comunicación y de la Academia Argentina de la Historia.